# Komošín
Komošín je malá vesnice, část obce Dolany v okrese Klatovy v Plzeňském kraji. Nachází se asi 1,5 kilometru jihovýchodně od Dolan. Je zde evidováno 8 adres. V roce 2011 zde trvale žili tři obyvatelé.
Komošín leží v katastrálním území Dolany u Klatov o výměře 7,17 km².

## Historie
První písemná zmínka o vesnici pochází z roku 1543.
Komošín vznikl roku 1960 jako část obce Dolany v okrese Klatovy.

## Obyvatelstvo
| Rok            | 1869 | 1880 | 1890 | 1900 | 1910 | 1921 | 1930 | 1950 | 1961 | 1970 | 1980 | 1991 | 2001 | 2011 | 2021 |
| -------------- | ---- | ---- | ---- | ---- | ---- | ---- | ---- | ---- | ---- | ---- | ---- | ---- | ---- | ---- | ---- |
| Počet obyvatel | 45   | 0    | 45   | 44   | 41   | 0    | 30   | 0    | 14   | 12   | 4    | 3    | 3    | 3    | 5    |
| Počet domů     | 7    | 0    | 6    | 7    | 7    | 7    | 7    | 0    | 0    | 4    | 3    | 7    | 7    | 7    | 7    |

## Pamětihodnosti
Na ostrožně nad vesnicí stával ve 14. století založený hrad Komošín. Zanikl v průběhu 15. století a v jeho zříceninách bylo postaveno několik domů a barokní kaple zřícená v roce 1956.

## Galerie

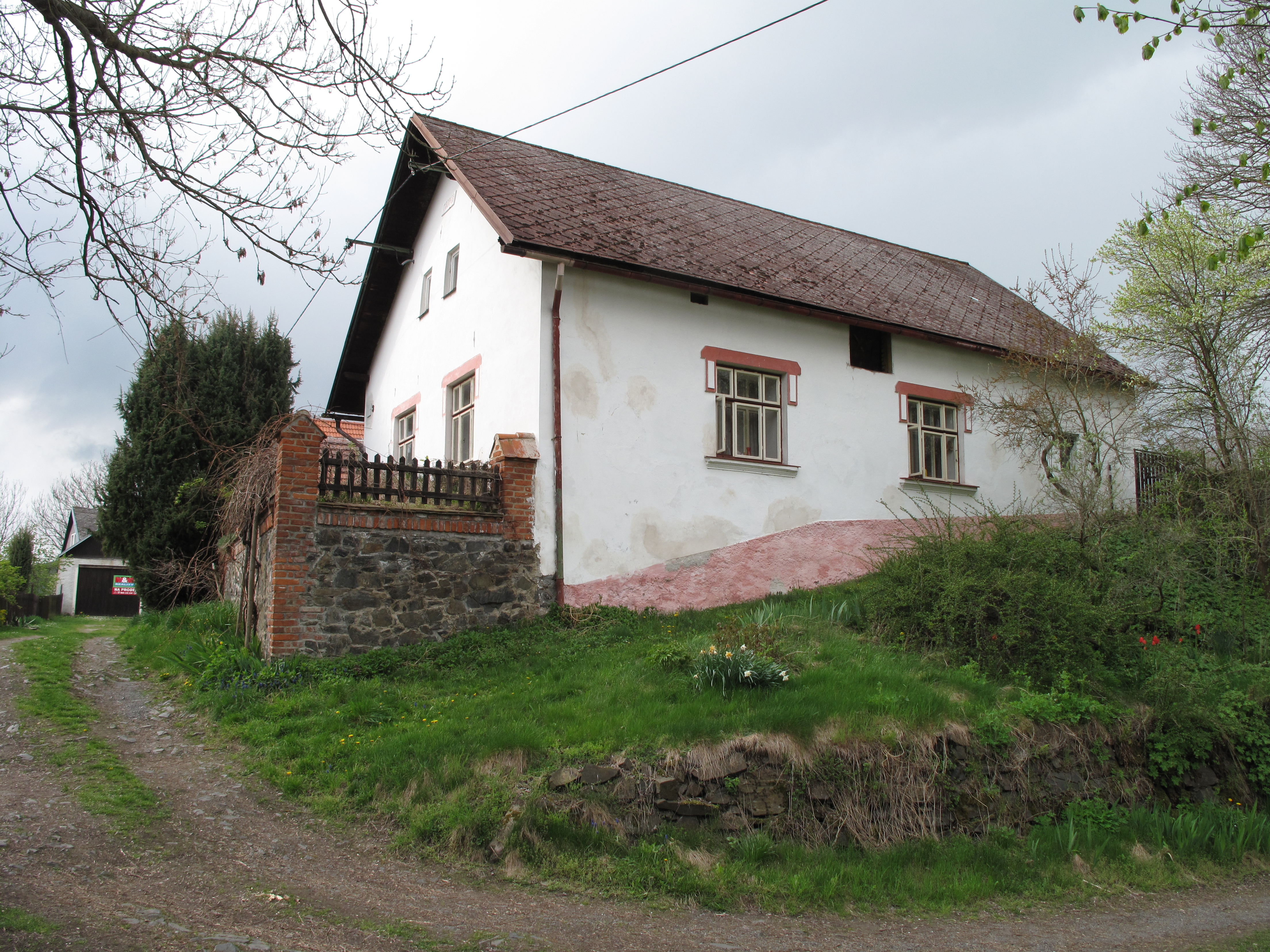
Místní dům
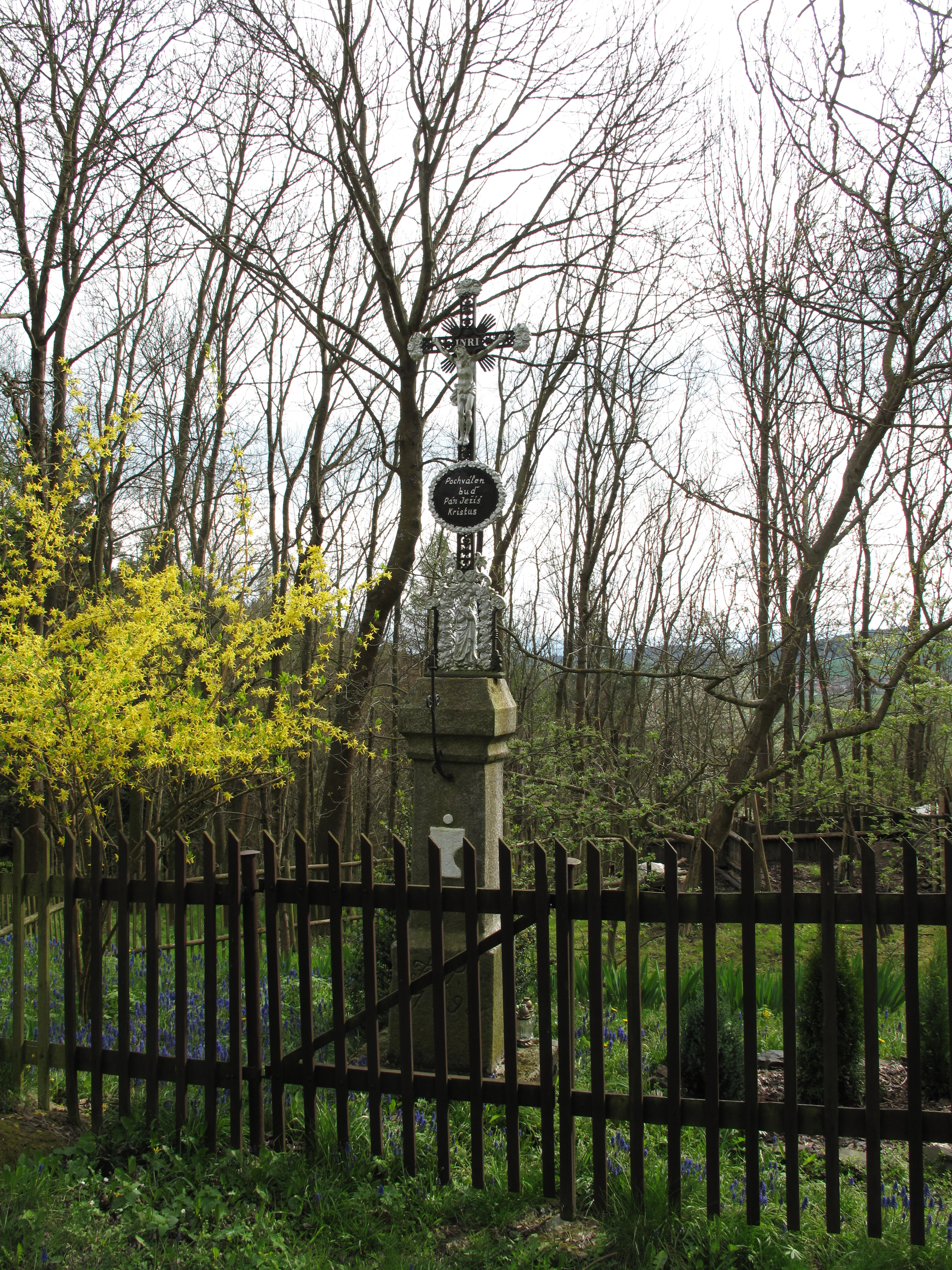
Boží muka
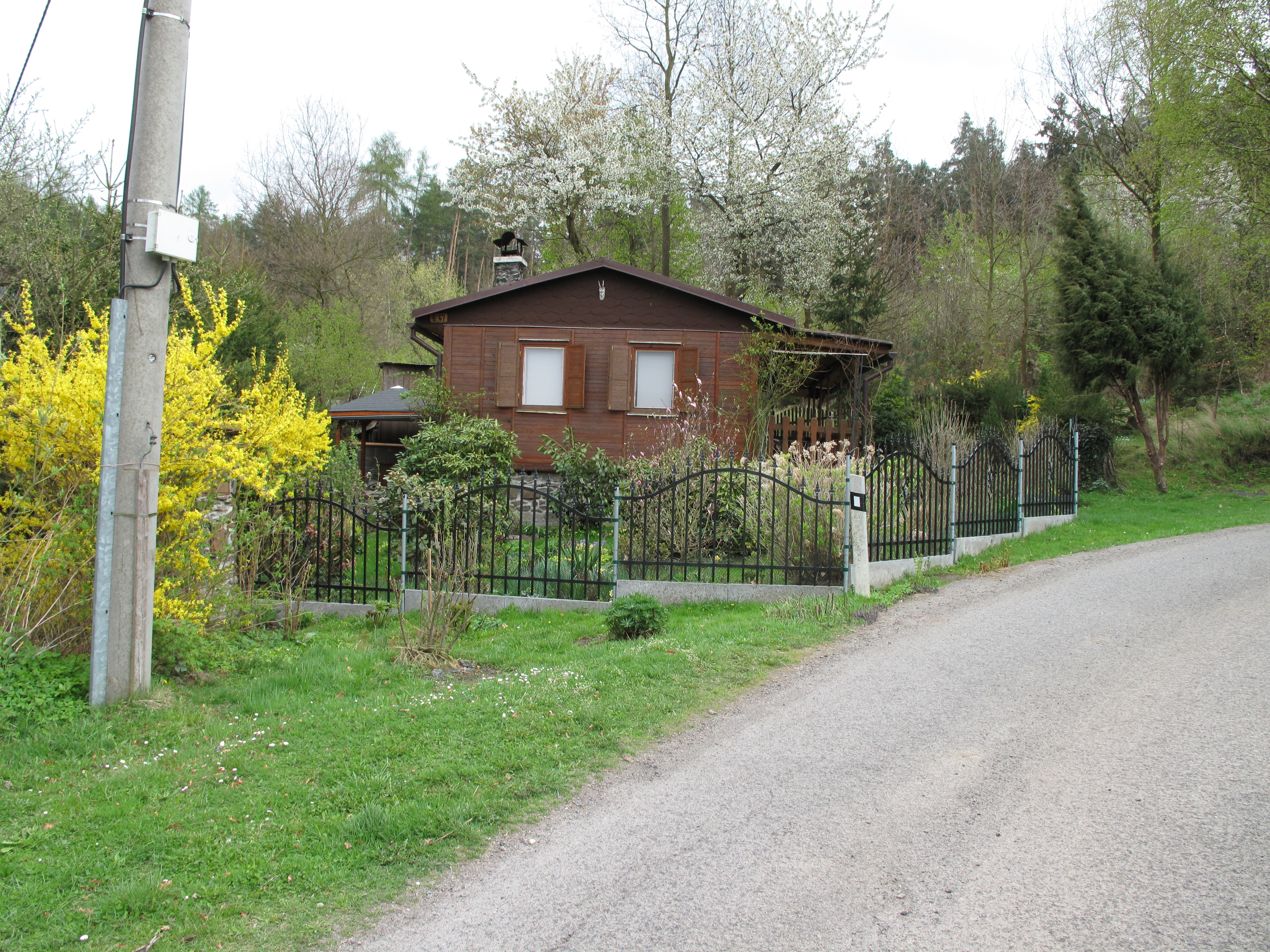
Chata